# Elaphria albicostata
Elaphria albicostata là một loài bướm đêm trong họ Noctuidae.